# Херсон
Херсон (укр. Херсон, рус. Херсон) град је у Украјини, у Херсонској области. Према процени из 2025. у граду је живело 66.000 становника. Херсон је важна лука на Црном мору, на почетку естуара реке Дњепар, где се налази и главно бродоградилиште. Град се од 2. марта до 11. новембра 2022. године налазио под руском контролом. Дана 9. новембра 2022. године, министар одбране Русије Сергеј Шојгу, на препоруку генерал Сергеја Суровикина је донео одлуку да се руске снаге повуку из Херсона на леву обалу Дњепра.
Основао га је 1778. Григориј Александрович Потемкин у име руске царице Катарине II. Град је саграђен на месту малог утврђења Александр-Шантс. Име Херсон потиче од грчке речи за полуострво (Херсонесос), а овим именом су Грци називали Крим.
У Херсону су рођени Моше Шарет, бивши премијер Израела (1954-1955) и Сергеј Станишев, бивши премијер Бугарске (2005-2009).

## Историја

### Древна историја
До 18. века на месту савременог града постојао је град Билиховичи који су основали украјински козаци (Херсонска тврђава је била спружега на месту козачке тврђаве Олександр-шанец) 

### Оснивање и етимологија
Град је основан указом Катарине Велике 18. јуна 1778. на високој обали Дњепра као централна тврђава Црноморске флоте након руске анексије територије 1774. Прво ново насеље у "Грчком пројекту" царице Катарине и њеног миљеника Григорија Потемкина, добио је име по древном грчком граду-колонији Херсонесу на Криму. На грчком, Χερσόνησος значи "обала полуострва".

### Империјална лука
Године 1783. граду су додељена права окружног града и отварање локалног бродоградилишта у које су полагани трупови руске црноморске флоте. У року од годину дана Херсонско бродарство је почело са радом. До краја 18. века лука је успоставила трговину са Француском, Италијом, Шпанијом и другим европским земљама. Током 1783–1793, такође је поморску трговину Пољске преко Црног мора преко Херсона водила Kompania Handlowa Polska. Године 1791. Потемкин је сахрањен у новоизграђеној катедрали Свете Катарине. Године 1803. град је постао главни град Херсонске губерније.
Индустрија, почевши од пивара, кожара и друге прехрамбене и пољопривредне прераде, развијала се од 1850-их.
Године 1897. у граду је живело 59.076 становника, од којих је, на основу свог матерњег језика, скоро половина забележена као Великоруси, 30% као Јевреји, а 20% као "Малоруси" или Украјинци.
Током револуције 1905. године у граду је дошло до радничких штрајкова и побуне војске (оружана демонстрација војника 10. дисциплинског батаљона).

### Совјетска ера
У јеку Октобарске револуције 1917. године, бољшевици су из Кијева избацили Централну Раду која је прогласила Украјинску Народну Републику (УНР). Али пре него што су успели да обезбеде Херсон, уступили су регион према условима Брест-литовског мира из марта 1918. Украјинској Држави под контролом Немачке. Након повлачења немачких снага у новембру 1918. године, напори УНР (Петљуриста) да потврди власт били су осујећени савезничком интервенцијом коју су предводили Французи и која је заузела Херсон у јануару 1919.
У марту 1919, Зелена армија локалног војсковође атамана Никифора Григоријева избацила је француски и грчки гарнизон и убрзала евакуацију савезника из Одесе. У јулу, бољшевици су победили Григоријева који је позвао украјински народ да устане против "комунистичких варалица" и њихових "јеврејских комесара," и извршили погроме, обухватајући и Херсонску област. Сам Херсон је био окупиран од стране контрареволуционарних белаца пре него што је коначно пао од бољшевичке Црвене армије у фебруару 1920. године. Године 1922. град и регион су формално укључени у Украјинску ССР конститутивну републику Совјетског Савеза.
Становништво је радикално смањено са 75.000 на 41.000 због глади 1921–1923, али је потом стално расло, достигавши 97.200 1939.
Током Голодомора 1932-1933, умрло је 6.330 становника града.
Године 1940, град је био једно од места погубљења пољских официра и интелигенције које су починили Совјети као део Катињског масакра. Даља девастација и губитак становништва резултат је немачке окупације током Другог светског рата. Немачка окупација, која је трајала од августа 1941. до марта 1944, борила се и са совјетским и са украјинским националистичким (ОУН) подземним организацијама. На челу херсонског окружног руководства ОУН-а био је Богдан Бандера (брат вође ОУН-а Степана Бандере). Немци су управљали нацистичким затвором и логором за ратне заробљенике Сталаг 370 у граду.
У послератним деценијама, када је дошло до значајног индустријског раста, становништво се више него удвостручило, достигавши 261.000 до 1970. године. Нове фабрике, укључујући Комплекс Коминтернине бродоградње, Комплекс за поправку бродова Кујбишев и Херсонски комплекс за производњу памучног текстила (један од највећих текстилних погона у Совјетском Савезу), и растућу луку за извоз жита у Херсону, привукле су радну снагу из украјинских села. Ово је променило етнички састав града, повећавши удео Украјине са 36% 1926. на 63% 1959. године, док је руски удео смањен са 36 на 29%. Јеврејско становништво се никада није опоравило од Холокауста који су спровели Немци: са 26% становника 1926. године, њихов број је пао на само 6% 1959.

### У независној Украјини
Са излазношћу од 83,4% бирача са правом гласа, 90,1% гласова у Херсонској области је било за независност Украјине на националном референдуму 1. децембра 1991. године.
Након руске анексије Крима 2014. године, у Херсону се налазила канцеларија представника украјинског председника на Криму.
До 18. јула 2020. Херсон је био укључен као град од обласног значаја и центар општине Херсон. Општина је укинута у јулу 2020. у оквиру административне реформе Украјине, којом је број округа Херсонске области смањен на пет. Подручје општине Херсон спојено је у новоосновани Херсонски округ.

### Руска окупација
Херсон је био поприште тешких борби у првим данима руске инвазије на Украјину 2022. Од 2. марта 2022. град је под руском контролом.
Под руском окупацијом, мештани су наставили да организују уличне протесте против присуства инвазионе војске и пружају подршку јединству Украјине. Према украјинској влади, руска војска је настојала да створи марионетску Херсонску Народну Републику у стилу сепаратистичке политике коју подржава Русија у региону Донбаса и покушала је да примора локалне одборнике да подрже тај потез, притварајући оне активисте и званичнике који су се противили њиховим плановима.
Дана 26. априла, и локалне власти и руски државни медији известили су да су руске трупе преузеле седиште градске администрације и да су именовале и новог градоначелника, бившег КГБ агента Олександра Кобеца, и председника Херсонске војно-грађанске администрације, бившег градоначелник Володимира Саљда. Следећег дана, украјински генерални тужилац је рекао да су војници употребили сузавац и шок бомбе да растерају нови проукрајински митинг у центру града. Као показатељ намераваног одвајања од Украјине, 28. априла нова администрација је објавила да ће од маја пребацити плаћања у региону на руску рубљу. Позивајући се на неименоване извештаје о наводној дискриминацији говорника руског, њен заменик шефа Кирил Стремоусов рекао је да "реинтеграција Херсонске области назад у нацистичку Украјину не долази у обзир".
Руска окупациона власт у Херсону тврди да је почела да извози прошлогодишње жито из Херсона у Русију. Ради се и на извозу семена сунцокрета.

## Демографија

### Етничка припадност
Према украјинском националном попису 2001. године, етничке групе које живе у Херсону укључивале су:
- Украјинце – 76.6%
- Русе – 20.0%
- Остали – 3.4%

### Језици
| Језик      | 1897. | 2001. |
| ---------- | ----- | ----- |
| Украјински | 19.6% | 53.4% |
| Руски      | 47.2% | 45.3% |
| Јидиш      | 29.1% |       |
| Пољски     | 1.7%  |       |
| Немачки    | 0.7%  |       |

### Становништво
Према процени, у граду је 2012. живело 300.666 становника.
| 1979.   | 1989.   | 2001.   | 2012.   |
| ------- | ------- | ------- | ------- |
| 318.908 | 355.379 | 328.360 | 300.666 |

## Административне поделе
Постоје три градска округа рејона.
- Суворовски округ, централни и најстарији округ града, назван по руском генералу Суворову. Укључује департмане: Тавријс'киј, Пивничниј и Млини.
- Дњепарски округ, назван по реци Дњепар. Укључује департмане: ХБК, Текстилни, Склотара, Слобидка, Војенка, Схидни.
- Корабелни Раион. Обухвата департмане: Шуменски, Корабел, Забалка, Сухарне, Житлоселиште, Селишће — 4, Селишће — 5.

## Клима
Према Кепеновој класификацији климе, Херсон има умереноконтиненталну климу (Dfa).
| Клима Херсон (1991–2020, екстреми 1955–данас).)                          | Клима Херсон (1991–2020, екстреми 1955–данас).) | Клима Херсон (1991–2020, екстреми 1955–данас).) | Клима Херсон (1991–2020, екстреми 1955–данас).) | Клима Херсон (1991–2020, екстреми 1955–данас).) | Клима Херсон (1991–2020, екстреми 1955–данас).) | Клима Херсон (1991–2020, екстреми 1955–данас).) | Клима Херсон (1991–2020, екстреми 1955–данас).) | Клима Херсон (1991–2020, екстреми 1955–данас).) | Клима Херсон (1991–2020, екстреми 1955–данас).) | Клима Херсон (1991–2020, екстреми 1955–данас).) | Клима Херсон (1991–2020, екстреми 1955–данас).) | Клима Херсон (1991–2020, екстреми 1955–данас).) | Клима Херсон (1991–2020, екстреми 1955–данас).) |
| Показатељ \ Месец                                                        | .Јан.                                           | .Феб.                                           | .Мар.                                           | .Апр.                                           | .Мај.                                           | .Јун.                                           | .Јул.                                           | .Авг.                                           | .Сеп.                                           | .Окт.                                           | .Нов.                                           | .Дец.                                           | .Год.                                           |
| ------------------------------------------------------------------------ | ----------------------------------------------- | ----------------------------------------------- | ----------------------------------------------- | ----------------------------------------------- | ----------------------------------------------- | ----------------------------------------------- | ----------------------------------------------- | ----------------------------------------------- | ----------------------------------------------- | ----------------------------------------------- | ----------------------------------------------- | ----------------------------------------------- | ----------------------------------------------- |
| Апсолутни максимум, °C (°F)                                              | 15,2 (59,4)                                     | 18,6 (65,5)                                     | 22,7 (72,9)                                     | 32,0 (89,6)                                     | 37,7 (99,9)                                     | 39,5 (103,1)                                    | 40,5 (104,9)                                    | 40,7 (105,3)                                    | 36,4 (97,5)                                     | 32,0 (89,6)                                     | 21,8 (71,2)                                     | 17,2 (63)                                       | 40,7 (105,3)                                    |
| Максимум, °C (°F)                                                        | 1,4 (34,5)                                      | 3,1 (37,6)                                      | 8,8 (47,8)                                      | 16,5 (61,7)                                     | 22,9 (73,2)                                     | 27,5 (81,5)                                     | 30,3 (86,5)                                     | 30,1 (86,2)                                     | 23,7 (74,7)                                     | 16,1 (61)                                       | 8,4 (47,1)                                      | 3,3 (37,9)                                      | 16,0 (60,8)                                     |
| Просек, °C (°F)                                                          | −1,6 (29,1)                                     | −0,6 (30,9)                                     | 4,1 (39,4)                                      | 10,6 (51,1)                                     | 16,7 (62,1)                                     | 21,2 (70,2)                                     | 23,8 (74,8)                                     | 23,3 (73,9)                                     | 17,5 (63,5)                                     | 10,9 (51,6)                                     | 4,7 (40,5)                                      | 0,4 (32,7)                                      | 10,9 (51,6)                                     |
| Минимум, °C (°F)                                                         | −4,4 (24,1)                                     | −3,8 (25,2)                                     | 0,0 (32)                                        | 5,0 (41)                                        | 10,6 (51,1)                                     | 15,3 (59,5)                                     | 17,5 (63,5)                                     | 16,7 (62,1)                                     | 11,8 (53,2)                                     | 6,3 (43,3)                                      | 1,6 (34,9)                                      | −2,2 (28)                                       | 6,2 (43,2)                                      |
| Апсолутни минимум, °C (°F)                                               | −26,3 (−15,3)                                   | −24,4 (−11,9)                                   | −20,2 (−4,4)                                    | −7,9 (17,8)                                     | −1,5 (29,3)                                     | 5,5 (41,9)                                      | 9,2 (48,6)                                      | 6,6 (43,9)                                      | −5,0 (23)                                       | −7,6 (18,3)                                     | −16,2 (2,8)                                     | −22,2 (−8)                                      | −26,3 (−15,3)                                   |
| Количина падавина, mm (in)                                               | 33 (1,3)                                        | 28 (1,1)                                        | 30 (1,18)                                       | 32 (1,26)                                       | 43 (1,69)                                       | 59 (2,32)                                       | 44 (1,73)                                       | 29 (1,14)                                       | 38 (1,5)                                        | 36 (1,42)                                       | 34 (1,34)                                       | 38 (1,5)                                        | 444 (17,48)                                     |
| Дани са кишом                                                            | 9                                               | 7                                               | 9                                               | 12                                              | 11                                              | 11                                              | 9                                               | 6                                               | 9                                               | 9                                               | 12                                              | 10                                              | 114                                             |
| Дани са снегом                                                           | 11                                              | 10                                              | 6                                               | 0                                               | 0                                               | 0                                               | 0                                               | 0                                               | 0                                               | 0,3                                             | 4                                               | 8                                               | 39                                              |
| Релативна влажност, %                                                    | 85,5                                            | 82,1                                            | 77,1                                            | 68,5                                            | 64,8                                            | 65,3                                            | 62,1                                            | 60,7                                            | 68,4                                            | 76,4                                            | 84,9                                            | 86,8                                            | 73,6                                            |
| Сунчани сати — месечни просек                                            | 63,7                                            | 82,7                                            | 134,2                                           | 193,3                                           | 275,8                                           | 294,7                                           | 318,5                                           | 301,5                                           | 228,4                                           | 153,8                                           | 77,6                                            | 50,1                                            | 2.174,3                                         |
| Извор #1: Pogoda.ru.net                                                  |                                                 |                                                 |                                                 |                                                 |                                                 |                                                 |                                                 |                                                 |                                                 |                                                 |                                                 |                                                 |                                                 |
| Извор #2: Светска метеоролошка организација (влажност и сунце 1981–2010) |                                                 |                                                 |                                                 |                                                 |                                                 |                                                 |                                                 |                                                 |                                                 |                                                 |                                                 |                                                 |                                                 |

## Транспорт

### Луке
Херсон има и морску луку Херсон и речну луку Херсон.

### Железница
Херсон је повезан са националном железничком мрежом Украјине. Постоје дневне међуградске линије за Кијев, Лавов и друге градове.

### Ваздушни саобраћај
Херсон опслужује међународни аеродром Херсон. Поседује бетонску писту димензија 2.500 х 42 метра, која прима авионе Боинг 737, Ербас 319/320 и хеликоптере свих серија.
Званична веб страница аеродрома је: //khe.aero а додатне информације могу се пронаћи на http://www.aisukraine.net.

## Образовање
Постоји 77 средњих школа као и 5 факултета. Постоји 15 институција високог образовања, укључујући: 
- Херсонска државна поморска академија (укр. Херсонская государственная морская академия)
- Херсонски државни универзитет пољопривреде
- Херсонски државни универзитет
- Херсонски национални технички универзитет
- Међународни универзитет за бизнис и право

Документарни филм Диксиленд снимљен је у музичкој школи у Херсону.

## Главне знаменитости
- Катедрала Свете Катарине – подигнута је 1780-их година, наводно по нацрту Ивана Старова, и у њој се налази гроб кнеза Григорија Потемкина.
- Јеврејско гробље – Херсон има велику јеврејску заједницу која је настала средином деветнаестог века.[37]
- Херсонски ТВ торањ
- Аџиголски светионик, хиперболоидна структура коју је дизајнирао Владимир Шухов 1911. године
- Херсонски уметнички музеј[38] поседује збирку икона, украјинских и руских слика и скулптура. Посебно се истичу "Портрет жене" (1883) Константина Маковског ; "Долазак олује Ивана Ајвазовског ; Залазак сунца Алексеја Саврасова; Сточни двор у Абрамцеву Василија Поленова ; Код камена Ивана Крамскоја ; У близини манастира немачког сликара Августа фон Бајера (1859) ; Храстови (1956) ; Молодиција (1938) и Мртва природа са плавом метлом (1930) Алексеја Шовкуненка (рођен у Херсону).

## Познати грађани
- Георги Арбатов (1923–2010), политиколог.[39]
- Максимилијан Берн, писац и уредник
- Сергеј Бондарчук, совјетски, украјински филмски редитељ, сценариста и глумац.
- Лев Давидович Бронштајн, познатији као Лав Троцки, бољшевички револуционар и марксистички теоретичар, рођен је у селу Береславка, Херсонска губернија, 1879. године.
- Лариса Латињина, совјетска гимнастичарка која је била прва атлетичарка која је освојила девет златних олимпијских медаља
- Сергеј Полуњин, украјински балетан[40]
- Кнез Григориј Потемкин (1739–1791), оснивач града
- Моше Шарет, други председник Владе Државе Израел (1953–1955)
- Сергеј Станишев, 49. премијер Бугарске
- Кнез Александар Суворов (1730–1800), оснивач града

## Партнерски градови
- Залаегерсег
- Шумен
- Измит